# مزرعه سیف‌آباد
مزرعه سیف‌آباد یک روستا در ایران است که در استان اصفهان واقع شده‌است. مزرعه سیف‌آباد ۱۹ نفر جمعیت دارد.